# Schemi di ricamo
Schemi per il ricamo a mano
Per il ricamo a mano esistono schemi di vario tipo, a seconda del supporto su cui sono creati e a seconda dell'uso che se ne vuole fare.
In particolare, distinguiamo tra gli schemi per il ricamo a punti liberi su disegno e gli schemi per il ricamo a fili contati.  Inoltre, è possibile distinguere tra schemi di tipo tradizionale e schemi decalcabili sul tessuto.

## Schemi tradizionali per il ricamo a punti liberi
Per il ricamo a punti liberi, gli schemi consistono in disegni su carta o altro supporto tradizionale. La ricamatrice riporta il disegno sul tessuto da ricamare dopo averlo ingrandito o ridotto a seconda delle proprie necessità. Quest'ultima operazione, molto delicata, in cui è necessario mantenere le proporzioni tra i vari elementi, oggi è semplificata dall'uso della fotocopiatrice.
Per effettuare il trasferimento, si può ricorrere a diversi metodi:
- per trasparenza, qualora il tessuto lo consenta,
- con fogli decalcabili, del tipo comunemente usato dai sarti: si utilizzano appoggiando la parte inchiostrata del foglio sul tessuto, mettendoci sopra il disegno e ripassando con una punta tutte le linee dello schema,
- con matite decalcabili, usate anche in sartoria
- con il metodo dello spolvero: con un punteruolo, si producono tanti piccoli buchi sullo schema in corrispondenza delle linee del disegno, poi si appoggia lo schema forato sul tessuto e si passa sui forellini matita decalcabile o una speciale polvere colorante.

## Schemi decalcabili per il ricamo a punti liberi
Sempre per il ricamo a punti liberi esistono in commercio, presso riviste specializzate e manuali di ricamo, schemi decalcabili, ovvero schemi già pronti, riportati su speciali fogli che riportano il disegno, già inchiostrato, su un solo lato. L'inchiostro è di un tipo particolare: è lavabile e sensibile al calore. Poggiando la faccia del foglio inchiostrato sul dritto del tessuto da ricamare si passa sul retro il ferro da stiro  a temperatura medio-bassa; in questo modo l'inchiostro si trasferisce e il disegno è pronto, sul tessuto, per essere ricamato. Quindi si stacca delicatamente il foglio dal tessuto. Una volta terminato il ricamo, il lavaggio cancellerà progressivamente la traccia.  A seconda della qualità dell'inchiostro e della stampa, un foglio può essere utilizzato una o più volte.

Le difficoltà di questo sistema sono il costo, le dimensioni che non sempre corrispondono alle necessità del momento, il fissaggio a caldo che richiede molta cura ed esperienza; bisogna fare molta attenzione nel fissare il foglio alla stoffa, perché pieghe o spostamenti nella fase di fissaggio sarebbero deleteri in quanto produrrebbero linee indesiderate, e attenzione soprattutto al calore del ferro da stiro: se è troppo caldo infatti, l'inchiostro si fisserà indelebilmente alla stoffa.

## Schemi per il ricamo a fili contati
Gli schemi per questo tipo di ricamo hanno la particolarità di essere disegnati su carta quadrettata, per permettere alla ricamatrice di contare i fili da ricoprire e quelli da lasciare a vista. Questo facilita anche la determinazione delle misure finali del ricamo a partire dallo schema e conoscendo il numero di fili presenti nella tramatura della stoffa (per esempio la tela aida).

Per il punto croce in particolare, esistono schemi a simboli o a colori, oppure a simboli e sia a colori, in cui, per convenzione, ad ogni quadretto del disegno corrisponde una crocetta del ricamo:
- schemi a simboli sono quelli in bianco e nero, in cui ad ogni colore del ricamo finale corrisponde sul disegno un simbolo
- schemi a colori sono schemi moderni in cui l'uso dei colori anche nel disegno facilita la visualizzazione di come sarà il risultato finale e permette sostituzioni di colori a iniziativa della ricamatrice. Bisogna tenere conto, però, che il colore della stampa raramente è identico alla sfumatura del filo, e, inoltre, che quando esistono tanti colori con sfumature solo lievemente diverse (per realizzare grandi ricami dall'effetto realistico) questo tipo di schema è assolutamente inadatto e genera confusione
- schemi sia a simboli sia a colori combinano i vantaggi di chiarezza degli schemi in bianco e nero con simboli a quelli degli schemi a colori.

## Dove si trovano?
Tutti questi schemi si trovano facilmente in commercio: esistono libri sulle tecniche di ricamo, libri contenenti quasi solo schemi e riviste specializzate.

Inoltre, la comunità delle ricamatrici si dà appuntamento sul web: ci sono diversi siti, di persone comuni o di disegnatrici e disegnatori famosi, in cui è possibile acquistare o scaricare gratuitamente schemi, specialmente per il punto croce.

Esistono, poi, specifici programmi per computer che da un'immagine o da una fotografia personale, riescono a riprodurre uno schema per punto croce con l'indicazione dei colori da usare (riportando la marca, il numero-diametro e il numero-colore del filo).

Particolarmente preziosi e introvabili i vecchi schemi per ricamo a punti liberi delle ricamatrici di una volta: oggi è difficilissimo trovarli, e i pochi rimasti sono in musei o collezioni private. L'interesse per questi schemi, in genere, non è rivolto ad una realizzazione concreta dei ricami disegnati: si tratta di solito di disegni complessi e troppo impegnativi per le ricamatrici di oggi, sia in termini di tempo sia in termini di capacità.